# Globipes spinulatus
Globipes spinulatus is een hooiwagen uit de familie Globipedidae.